# 滋賀県道119号長寿寺本堂線
滋賀県道119号長寿寺本堂線（しがけんどう119ごう ちょうじゅじほんどうせん）は、滋賀県湖南市を通る一般県道である。

## 概要
湖南市東寺3丁目から湖南市石部中央1丁目に至る。

### 路線データ
- 起点：湖南市東寺3丁目（長寿寺前）
- 終点：湖南市石部中央1丁目（西庁舎前交差点、滋賀県道113号石部草津線交点、滋賀県道118号石部停車場線終点）
- 総延長：4.3 km

## 地理

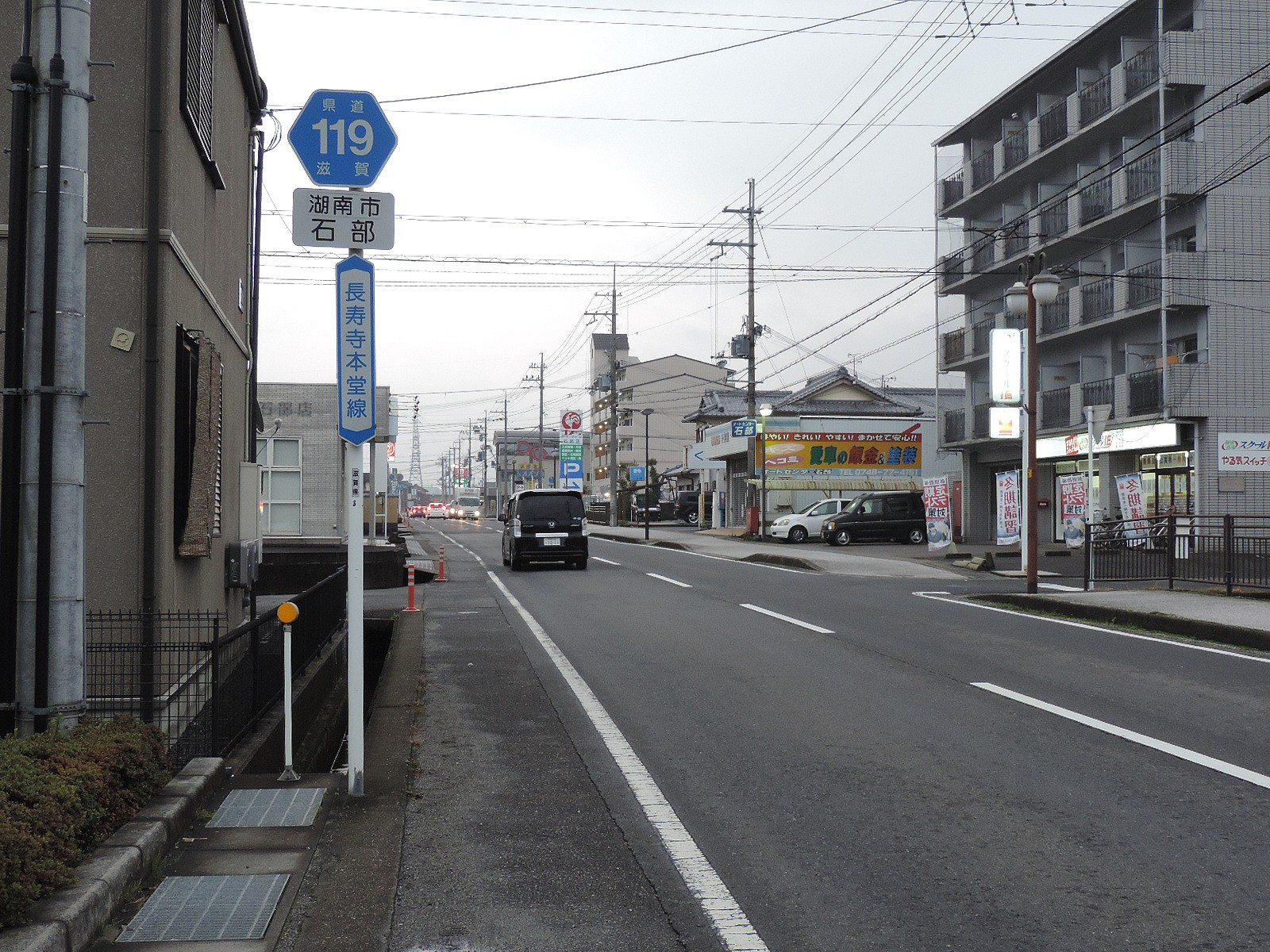
湖南市石部

### 通過する自治体
- 湖南市

### 交差する道路
| 交差する道路                                      | 交差する場所  | 交差する場所          |
| ------------------------------------------------- | ------------- | --------------------- |
| 滋賀県道113号石部草津線 滋賀県道118号石部停車場線 | 石部中央1丁目 | 西庁舎前交差点 / 終点 |

### 沿線
- 国宝長寿寺
- じゅらくの里
- 滋賀県立石部高等学校
- 湖南市立石部南小学校
- NSK日本精工 石部工場
- 湖南市立石部医療センター
- あしほ乳児保育園
- 丸善スーパー石部店
- 湖東信用金庫石部支店
- 石部郵便局
- 平和堂 石部店
- 関西みらい銀行石部支店
- 滋賀県信用組合 石部支店
- 湖南市役所 西庁舎
- 湖南市立石部図書館 - 2024年（令和6年）3月末廃止[1]
- 石部文化ホール - 2024年（令和6年）3月末廃止[1]
- 滋賀銀行 石部支店